# Deputowani do Reichstagu III kadencji (1877–1878)
Deputowani do Reichstagu III kadencji (1877–1878) – deputowani do Reichstagu III kadencji wybrani 10 stycznia 1877 roku.
Przewodniczący senior Reichstagu
- Gustav von Bonin (Niezrzeszeni  Liberałowie )

Przewodniczący Reichstagu
- Max von Forckenbeck (Nl)

Wiceprzewodniczący  Reichstagu
- - Chlodwig zu Hohenlohe-Schillingsfürst (DR)

- - Albert Hänel (DF)

## Lista według przynależności partyjnej (stan na koniec kadencji)

### K( 43(40) deputowanych)
- Karl Gustav Ackermann
- Karl von Bärensprung
- Paul von Brand
- Hermann von Busse
- Axel von Colmar
- Rodrigo zu Dohna-Finckenstein
- Botho Heinrich zu Eulenburg
- Wilhelm von Flügge
- Franz August von Gordon
- Gustav von Gossler
- Hermann von Graevenitz
- Karl Heinrich
- Otto von Helldorff
- Conrad von Holstein
- Gustav von Jagow
- Casimir Rudolf Katz
- Conrad von Kleist
- Ewald von Kleist
- Hans Hugo von Kleist-Retzow
- Albert von Levetzow
- Hermann von Lüderitz
- Helmuth von Maltzahn
- Otto von Manteuffel
- Heinrich Eugen Marcard
- Otto Theodor Meusel
- Helmuth Karl Bernhard von Moltke
- Philipp von Nathusius
- Jesco von Puttkamer od października 1877
- Friedrich von Ravenstein
- Theodor Reich
- Wilhelm von Schöning
- Otto Theodor von Seydewitz
- Julius Staelin
- Ludwig von Staudy
- Udo zu Stolberg-Wernigerode
- Alfred von Tettau
- Otto Tortilowicz von Batocki-Friebe
- Otto Uhden
- Karl von Waldow und Reitzenstein
- Friedrich von Wedell-Malchow
- Rudolph Wichmann
- Carl von Woedtke

### DR( 36 deputowanych)
- Adolf von Arnim-Boitzenburg
- Friedrich von Behr
- Felix von Bethmann Hollweg
- Eduard Georg von Bethusy-Huc
- Gustav von Bühler
- Karl zu Carolath-Beuthen
- Justus Clauswitz
- Julius Diefenbach
- Adolph von Dietze
- August von Ende
- Adalbert Falk
- Friedrich von Frankenberg und Ludwigsdorf
- Karl Rudolf Friedenthal
- Theodor Günther
- Karl von Heim
- Chlodwig zu Hohenlohe-Schillingsfürst
- Hermann zu Hohenlohe-Langenburg
- Wilhelm von Kardorff
- Wilhelm Friedrich Moritz Kette
- Otto von Knapp
- Robert Lucius von Ballhausen
- Friedrich von Luxburg
- August von Maltzan
- Adalbert von Nordeck zur Rabenau
- Hans Heinrich XI. von Hochberg
- Wiktor I Maurycy von Ratibor
- Gustav Richter
- Otto Schlomka
- Karl von Schmid
- Friedrich Oskar von Schwarze
- Wilhelm Spangenberg
- Otto zu Stolberg-Wernigerode
- Carl Ferdinand von Stumm-Halberg
- Carl Gustav Thilo
- Hans Wilhelm von Unruhe-Bomst
- Karl von Varnbüler

### Niezrzeszeni  Liberałowie  (13 deputowanych)
- Louis Constanz Berger
- Florens von Bockum-Dolffs
- Gustav von Bonin
- Hermann Paul Gerhard
- Ludwig Groß
- Otto Hausburg
- Heinrich Kreutz
- Wilhelm Loewe
- Otto Rohland
- Carl Theodor Schmidt
- Wilhelm Spielberg
- Julius Wiggers
- August Zinn

### N( 130(128) deputowanych)
- Siegfried Wilhelm Albrecht
- Wilhelm Albrecht
- Otto Bähr
- Carl Baer
- Ludwig Bamberger
- Carl Heinrich Martin Bauer
- Hermann Becker
- Robert von Benda
- Rudolf von Bennigsen
- August von Bernuth
- Georg Beseler
- Ludwig von Beughem
- Hugo Bieler
- Wilhelm Blum
- Wilhelm Bode
- Moritz Bolza
- Karl Braun
- Eduard von der Brelie
- Eduard Brockhaus
- Adolf von Brüning
- Albert Bürklin
- Franz Armand Buhl
- Georg von Bunsen
- Theodor von Bunsen
- Ludwig von Cuny
- Friedrich Dernburg
- Heinrich Wolfgang Ludwig Dohrn
- Franz Fritz von Dücker
- August Eisenlohr
- Louis Ernst
- Friedrich Fernow
- Friedrich Feustel
- Max von Forckenbeck
- Friedrich Forkel
- Julius Frühauf
- Julius Gensel
- Robert Gerwig
- Wilhelm Gleim
- Rudolf von Gneist
- August Götting
- Julius Gensel
- Robert Gerwig
- Wilhelm Gleim
- August Götting
- Hermann Grothe
- August Grumbrecht
- Samuel Heinrich Hall
- Friedrich Hammacher
- Richard Harnier
- Joseph Hebting
- Franz Xaver Heilig
- Cornelius Wilhelm von Heyl zu Herrnsheim
- Paul Hinschius
- Julius Hoelder
- Eugen Holtzmann
- Julius Hopf
- Gottlieb von Huber
- Theodor Jacobs
- Ludwig Andreas Jordan
- Friedrich Kapp
- Friedrich Kiefer
- Adolf Kiepert
- Karl Peter Klügmann
- Ferdinand Koch
- Victor Kolbe
- Julius Kraaz
- Fritz Krieger
- August Kuntzen
- Wilhelm Laporte od 1877
- Eduard Lasker
- Friedrich Lehr
- Werner August Friedrich Lentz
- Heinrich Marquardsen
- Georg Martin
- Karl Leopold Michaelis
- August Moeller
- Rudolf Heinrich Möring
- Leo Molinari
- Wilhelm Morstadt
- Alexander Georg Mosle
- Friedrich Hermann Müller
- Georg Oechsner
- Friedrich Oetker
- Friedrich Pabst
- August Penzig
- Edo Friedrich Peterssen
- Johann Pfannebecker
- Gustav Pfaehler
- Julius Pfeiffer
- Markus Pflüger
- Franz Pogge
- Hermann Pogge
- Diedrich Precht
- Andreas Prell
- Henning von Puttkamer
- Maximilian von Puttkamer
- Rudolf Quoos
- Erich von Reden
- Julius Reinecke
- Heinrich Rickert
- Hermann Roemer
- Friedrich von Schauß
- Wilhelm Adolf Schmidt
- Karl Heinrich Schmidt
- Bernhard Schroeder
- Fryderyk von Schulte
- Ferdinand Scipio
- Carl Slevogt
- Anton Ludwig Sombart
- Friedrich Sommer
- Franz August Schenk von Stauffenberg
- Eduard Stephani
- Johannes Struckmann
- Gerhard Struve
- Friedrich Techow
- Jan ten Doornkaat Koolman
- Georg Thilenius
- Heinrich von Treitschke
- Hans Victor von Unruh
- Hermann von Vahl
- Hermann Friedrich Valentin
- Joseph Völk
- Hans Heinrich Wachs
- Eduard Wadsack
- Gustav Richard Wagner
- Bernhard Heinrich Wehmeyer
- Wilhelm Wehrenpfennig
- Hermann Weigel
- Leopold von Winter
- Ernst Wirth
- Ernst Witte
- Johannes Moritz Wölfel
- Isaac Wolffson
- Emanuel Wulfshein

### DF( 34 deputowanych)
- Anton Leopold Allnoch
- Michael Baumgarten
- Adolf Bernhardi
- Wilhelm Büchner
- Julius Dickert
- Franz Duncker
- Otto Erhard
- Arthur Eysoldt
- Wilhelm Francke
- Wolf Frankenburger
- Albert Hänel
- August Ludwig Hausmann
- Franz Hausmann do 11 kwietnia 1877 – Wilhelm Büxten
- Hugo Hermes
- Carl Herz
- Hubert Hilf
- Adolf Hillmann
- Max Hirsch
- Adolph Hoffmann
- Gustav Karsten
- Moritz Klotz
- Emanuel Mendel
- Heinrich Adolph Meyer
- Eugen Müllner
- Otto Pannek
- Eugen Richter
- Eduard Rückert
- Konstanz von Saucken-Julienfelde
- Hermann Schulze-Delitzsch
- Ludwig Schwarz
- Albert Traeger
- August Walter
- Moritz Wiggers
- Eduard Zimmermann od  czerwca 1877

### DVP(3 deputowanych)
- Karl Holthof
- Friedrich von Payer
- Friedrich Retter

### Z(92 deputowanych)
- Johann Baptist Arbinger
- Peter Karl von Aretin
- Ludwig von Aretin
- Franz von Ballestrem
- Josef Bernards
- Maximilian von Biegeleben
- Cajetan von Bissingen-Nippenburg
- Adam Bock
- Franz von und zu Bodman
- Rudolph Borowski
- Hermann von und zu Brenken
- Johann Brückl
- Johann Anton Graf von Harbuval-Chamaré-Stolz
- Michael Datzl
- Christian Dieden
- Ludwig Richard Edler
- Christoph Ernst Friedrich von Forcade de Biaix od listopada 1877
- Georg Arbogast von und zu Franckenstein
- Friedrich Frank
- Heinrich Franssen
- Adolph Franz
- Hermann Ariovist von Fürth
- Hartmann Fugger von Kirchberg
- Ferdinand Heribert von Galen
- Andreas von Grand-Ry
- Heinrich Grütering
- Bartholomäus Haanen
- Gustav von Habermann
- Aloys Hafenbrädl
- Constantin Hamm
- Thomas von Hauck
- Clemens Heereman von Zuydwyck
- Franz Herrlein
- Georg von Hertling

- Ferdinand von Hompesch-Bollheim
- Alfred von Hompesch
- Albert Horn
- Heinrich Horneck von Weinheim
- Josef Edmund Jörg
- Friedrich von Kehler
- Eugen von Kesseler
- Friedrich Franz Kochann
- Adolf Krätzer
- Ignatz von Landsberg-Velen und Steinfurt
- Max von Landsberg-Velen
- Karl Anton Lang
- Franz Xaver Lender
- Franz Xaver Leonhard
- Ernst Lieber
- Joseph Lindner
- Joseph Lingens
- Robert von Ludwig
- Johann Evangelist Maier
- Paul Majunke
- Max Theodor Mayer
- Clemens Menken
- Matthias Merkle
- Ferdinand von Miller
- Eduard Müller
- Julius Cäsar von Nayhauß-Cormons
- Karl von Ow
- Clemens Perger
- Hugo Pfafferott
- Sigmund von Pfetten-Arnbach
- Anton Pohlmann
- Friedrich II Praschma
- Conrad von Preysing
- Georg Ratzinger
- August Reichensperger
- Peter Reichensperger
- Wilhelm Rudolphi
- Franz Anton Rußwurm
- Alexander von Schalscha
- Eduard Schenk
- Joseph Anton Schmid
- Clemens August von Schönborn-Wiesentheid
- Burghard von Schorlemer-Alst
- Theodor Schroeder
- Karl Senestrey
- Maximilian von Soden-Fraunhofen
- Albert Stöckl
- Gerhard Stötzel
- Alfred zu Stolberg-Stolberg
- Friedrich zu Stolberg-Stolberg
- Eduard Strecker
- Albert von Thimus
- Johann Michael Triller
- Karl von Wallhofen
- Carl Hubert von Wendt
- Anton Westermayer
- Ludwig Windthorst
- Ludwig von Zu Rhein

### SPD(11 deputowanych)
- Ignaz Auer
- August Bebel
- Wilhelm Blos
- Georg Adolf Demmler
- Friedrich Wilhelm Fritzsche
- Wilhelm Hasenclever
- August Kapell
- Wilhelm Liebknecht
- Johann Most
- Julius Motteler
- Moritz Rittinghausen

### DHP(7 deputowanych)
- Reinhard von Adelebsen
- Bechtold von Bernstorff
- Ludwig Brüel
- Ernst Ludwig von Gerlach
- Ernst Ludwig von Lenthe od września 1877
- Karl von Müller od marca 1877
- Carl Ferdinand Nieper

### Duńczycy  (1 deputowany)
- Hans Andersen Krüger

### Polacy (17(14)  detupowanych)
- Leon von Czarlinski
- Roman Czartoryski
- Zygmunt Działowski
- Anton von Kalkstein od 1878
- Eduard Kegel
- Roman Komierowski
- Stanislaus von Kurnatowski od 1878
- Stephan von Kwilecki
- Teofil Magdziński
- Edmund Radziwiłł
- Ferdynand Radziwiłł
- Eustachius von Rogalinski
- Adam von Sierakowski
- Leo von Skorzewski
- Hippolyt von Turno
- Joseph von Zoltowski
- Stefan von Zoltowski

### Alzacy (15(10) deputowanych)
- Charles Abel
- Gustav Adolf Bergmann
- Paul Bezanson
- Jean Dollfus
- Charles Germain
- Charles Grad
- Joseph Guerber
- Louis Heckmann-Stintzy
- Eduard Jaunez
- Xaver Joseph Nessel
- Jean North
- Achille Rack
- Carl August Schneegans
- Jacob Ignatius Simonis
- Landolin Winterer

## Literatura
Georg Hirth (Hrsg.): Deutscher Parlamentsalmanach. 12. Ausgabe, 13. Februar 1877. Leipzig 1877 (Digitalisat)
- Stenographische Berichte über die Verhandlungen des Deutschen Reichstags. 3. Legislatur-Periode, I. Session 1877. 1. Band, Berlin 1877, S. IX–XXVIII (Digitalisat)
- Stenographische Berichte über die Verhandlungen des Deutschen Reichstags. 3. Legislatur-Periode, II. Session 1878. 1. Band, Berlin 1878, S. IX–XXIX (Digitalisat)

Biographische Nachschlagewerke in denen auch Abgeordnete der 3. Wahlperiode vertreten sind:
- Wilhelm Heinz Schröder: Sozialdemokratische Reichstagsabgeordnete und Reichstagskandidaten 1898–1918. Biographisch-statistisches Handbuch. (= Handbücher zur Geschichte des Parlamentarismus und der politischen Parteien, Band 2). Droste, Düsseldorf 1986, ISBN 3-7700-5135-1
- Bernd Haunfelder: Reichstagsabgeordnete der Deutschen Zentrumspartei 1871–1933. Biographisches Handbuch und historische Photographien. (= Photodokumente zur Geschichte des Parlamentarismus und der politischen Parteien, Band 4). Droste, Düsseldorf 1999, ISBN 3-7700-5223-4
- Bernd Haunfelder: Die liberalen Abgeordneten des deutschen Reichstags 1871–1918. Ein biographisches Handbuch. Aschendorff, Münster 2004, ISBN 3-402-06614-9
- Bernd Haunfelder: Die konservativen Abgeordneten des deutschen Reichstags von 1871 bis 1918. Ein biographisches Handbuch. Aschendorff, Münster 2009, ISBN 978-3-402-12829-9